# 莱塞萨尔 (安德尔-卢瓦尔省)
莱塞萨尔（法語：Les Essards，法語發音：[le.z‿ɛsaʁ] ⓘ）是法国安德尔-卢瓦尔省的一个旧市镇，位于该省西部，属于希农区。2017年，莱塞萨尔与市镇朗热合并为新的朗热。

## 地理
莱塞萨尔（47°20'43"N, 0°18'7"E）面积4.17 平方千米，位于法国中央-卢瓦尔河谷大区安德尔-卢瓦尔省，该省份为法国中西部省份，北起萨尔特省、东北接卢瓦-谢尔省，东南接安德尔省，南至维埃纳省，西临曼恩-卢瓦尔省。
与莱塞萨尔接壤的市镇（或旧市镇、城区）包括：阿夫里耶莱蓬索、孔坦瓦尔、朗热、卢瓦尔河畔圣米歇尔。

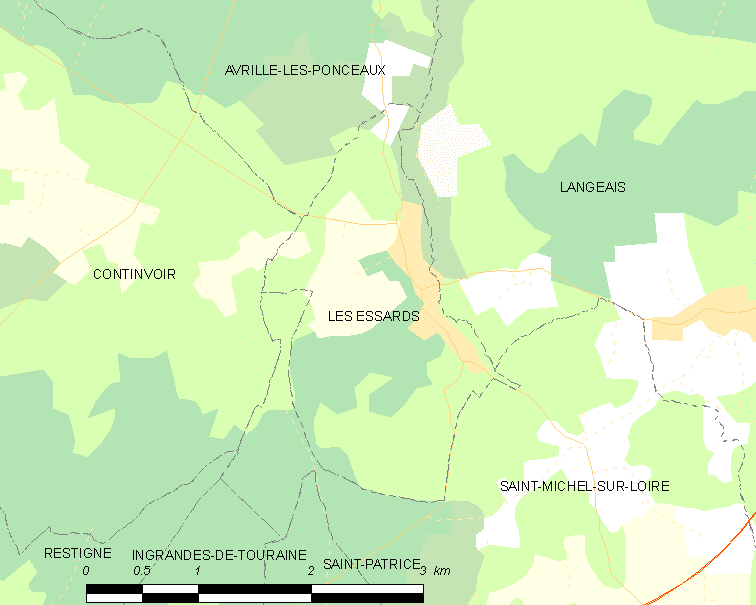
的OSM定位图

莱塞萨尔的时区为UTC+01:00、UTC+02:00（夏令时）。

## 行政
莱塞萨尔的邮政编码为37130，INSEE市镇编码为37102。

## 政治
莱塞萨尔所属的省级选区为朗热县。

## 人口

1962-2008年间人口变化图示

莱塞萨尔于2018年1月1日时的人口数量为151人。